# 佐世保基地 (海上自衛隊)

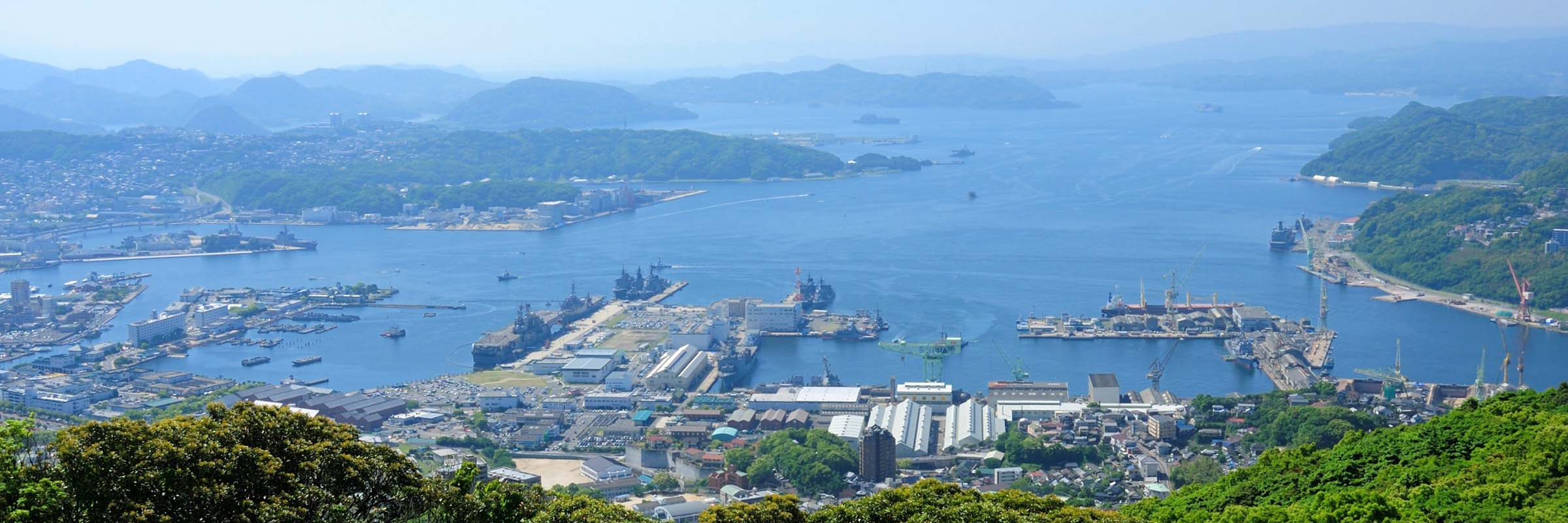
佐世保基地全景

佐世保基地（させぼきち、JMSDF Sasebo Naval Base）は、長崎県佐世保市の複数の地区に所在し、佐世保地方総監部等が配置されている海上自衛隊の基地である。

## 概要
佐世保基地は、長崎県の北部地域の中央部に位置し、軍港設置の起こりは、旧海軍が1886年（明治19年）5月、天然の良港が着目され鎮守府設置が正式に決定し、1889年（明治22年）7月に第三海軍区佐世保鎮守府が開庁された。戦後は米軍に接収されたが、1952年（昭和27年）4月28日、対日平和条約、日米安全保障条約が発効され、海上警備隊西南地区の総監部を佐世保に設置しようとの動きが表面化した。天然の良港であることに加え、旧海軍が60年にわたって築いた軍港施設がほとんどそのまま残されていたことから､白羽の矢が立った。同年8月に海上警備隊誘致特別委員会を設置して、積極的に誘致運動に乗り出した。市を挙げての運動が実り、1953年（昭和28年）9月16日、警備隊佐世保地方総監部の佐世保設置が決定し、同年11月14日に旧防備隊跡に開庁した。1954年（昭和29年）7月1日、陸海空の自衛隊が発足により、海上自衛隊佐世保地方総監部に改められた。
佐世保基地は「平瀬地区」、「崎辺地区」、「立神地区」、「干尽地区」、「干尽地区（倉島岸壁）」、その他に分けられている。また、警備区域は東シナ海を含む広大な海域であることから護衛艦隊隷下の護衛隊は4個（第2・第5・第8・第13）護衛隊が配備されており、イージス艦も海上自衛隊が保有する半数の4隻（「こんごう」、「ちょうかい」、「あしがら」、「はぐろ」）が配備されている。
2021年（令和3年）4月1日現在、佐世保基地に在籍する隊員数は約5,700人、佐世保市内に所在する施設は24施設である。

## 沿革
- 1952年（昭和27年）
  - 8月1日：保安庁警備隊が発足し、横須賀地方隊隷下に「佐世保航路啓開隊」が新編。
  - 11月25日：佐世保市議会、倉島地区旧防備隊跡地の警備隊への提供を可決。
- 1953年（昭和28年）
  - 8月28日：警備隊南西方面総監部を佐世保に設置することを決定。
  - 9月16日：警備隊「佐世保地方隊」が新編。地方総監部、佐世保基地警防隊が設置。
  - 11月14日：倉島地区旧防備隊跡に地方総監部開庁[4]。
- 1954年（昭和29年）7月1日：保安庁警備隊が防衛庁海上自衛隊に改編。
- 1955年（昭和30年）5月1日：「佐世保通信隊」が新編。
- 1957年（昭和32年）3月26日：佐世保地方総監部が干尽町から現在地（平瀬町）に移転。
- 1958年（昭和33年）5月16日：佐世保基地警防隊に「佐世保防備隊」が新編。
- 1959年（昭和34年）6月1日：佐世保基地警防隊が「佐世保警備隊」に改称。
- 1961年（昭和36年）2月1日：「佐世保補給所」及び「佐世保工作所」が新編。
- 1965年（昭和40年）3月25日：「佐世保教育隊」が新編。
- 1970年（昭和45年）3月2日：「佐世保造修所」、「佐世保衛生隊」が新編。佐世保工作所が廃止。
- 1968年（昭和43年）3月31日：佐世保地方総監部新庁舎が竣工。
- 1971年（昭和46年）11月3日：海上自衛隊観艦式を佐世保で行う。艦艇45隻、航空機61機参加。
- 1976年（昭和51年）5月11日：「佐世保音楽隊」が新編。
- 1977年（昭和52年）
  - 3月15日：「佐世保水雷調整所」が新編。
  - 12月27日：佐世保防備隊に「佐世保水中処分隊」が新編。
- 1980年（昭和55年）8月1日：「海上自衛隊佐世保地区病院」が開設。
- 1985年（昭和60年）7月1日：「佐世保水雷整備所」が新編。佐世保水雷調整所が廃止。
- 1986年（昭和61年）3月31日：平瀬地区に5,000t級護衛艦対応の第1桟橋竣工。
- 1987年（昭和62年）7月1日：佐世保防備隊が廃止。警備隊の組織改編及び「佐世保基地業務隊」が新編。
- 1988年（昭和63年）4月8日：海上自衛隊佐世保地区病院が共同機関化され、「自衛隊佐世保病院」に改称。
- 1989年（平成元年）5月：平瀬地区第2桟橋竣工。
- 1991年（平成03年）3月29日：「佐世保誘導弾整備所」が新編。
- 1998年（平成10年）12月8日：補給整備部門の組織改編により、佐世保補給所と佐世保造修所が統合され「佐世保造修補給所」に改編。水雷整備所と誘導弾整備所が統合され「佐世保弾薬整備補給所」に改編。
- 2002年（平成14年）3月22日：佐世保通信隊が「佐世保システム通信隊」に改編され、システム通信隊群隷下に編成替え。
- 2003年（平成15年）3月24日：佐世保警備隊に「第3ミサイル艇隊」が新編。
- 2019年（平成31年）3月26日：崎辺地区に陸上自衛隊崎辺分屯地が開設。
- 2021年（令和03年）1月25日：米海軍の崎辺海軍補助施設（FAC5118 崎辺東地区）が全面返還され[5]、海上自衛隊に移管。岸壁等を整備する予定[6][7]。
- 2022年（令和04年）3月17日：自衛隊横須賀病院機能強化に伴い、自衛隊佐世保病院が廃止。佐世保衛生隊と統合され、佐世保衛生隊診療所に縮小、改編[8][9][10]。

## 配置部隊・機関
平瀬地区（長崎県佐世保市平瀬町18番地）
- 佐世保地方総監部
- （佐世保衛生隊）
  - 佐世保衛生隊診療所
- 佐世保システム通信隊
- 佐世保地方警務隊
- 佐世保音楽隊
- （護衛艦隊）
  - 第2護衛隊群
    - 司令部
    - 第2護衛隊

  - （第1護衛隊群）
    - 第5護衛隊

  - （第4護衛隊群）
    - 第8護衛隊

  - 第13護衛隊

崎辺地区（佐世保市崎辺町無番地）
- 佐世保教育隊
- 佐世保警備隊
  - 第3ミサイル艇隊
- 佐世保弾薬整備補給所

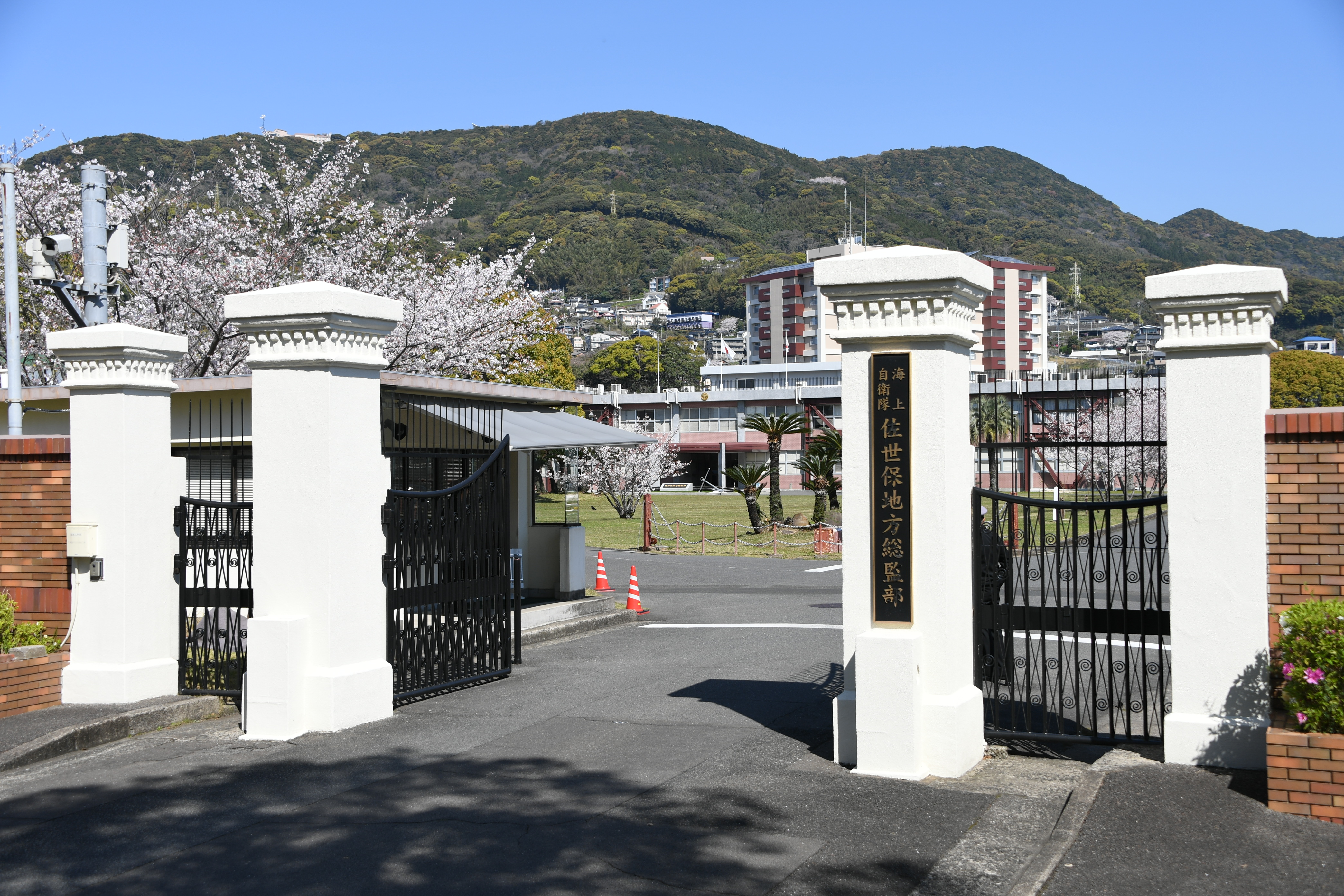
佐世保地方総監部正門

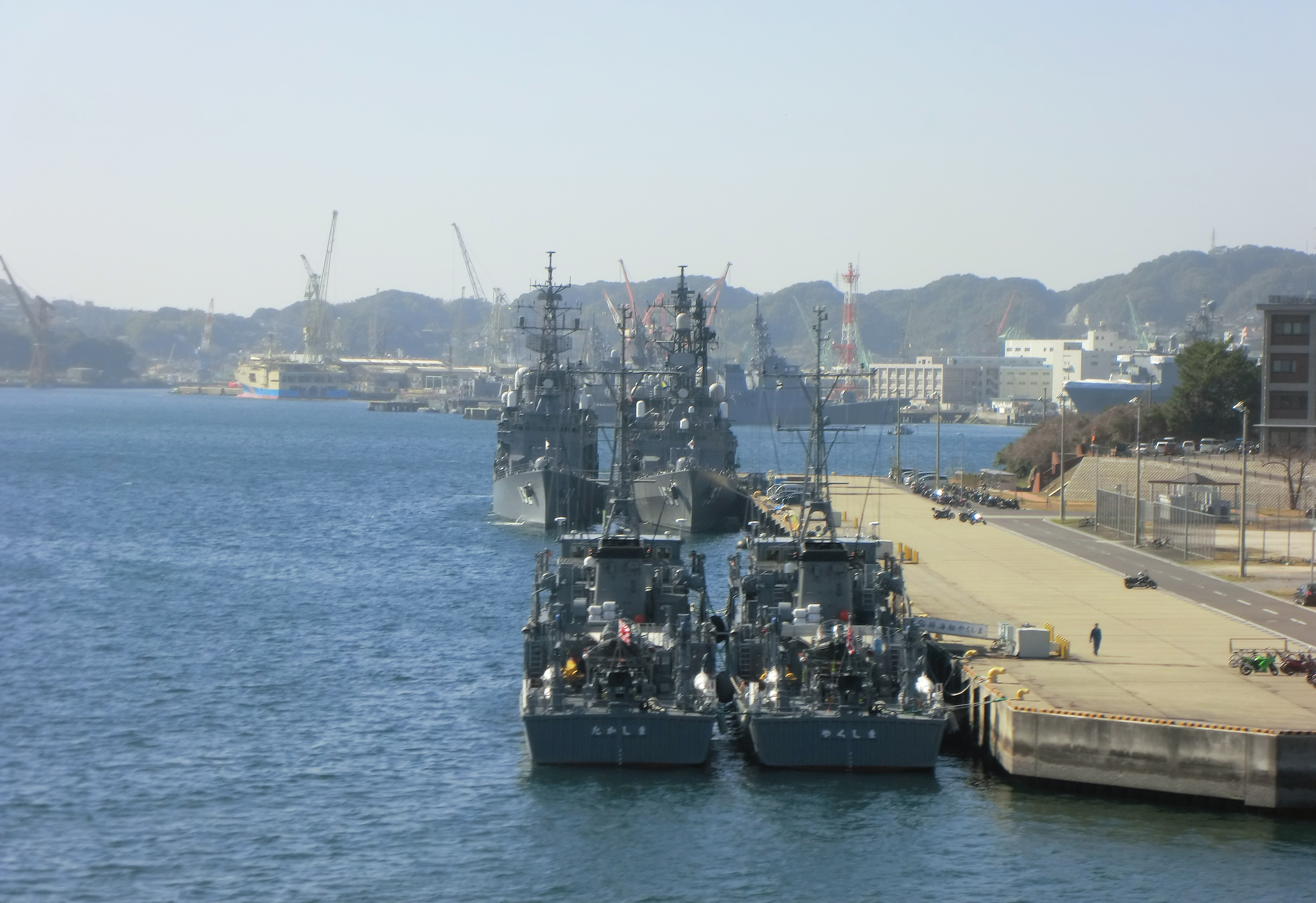
倉島岸壁

- 陸上自衛隊崎辺分屯地（相浦駐屯地隷属。配備部隊については相浦駐屯地の項を参照。）

立神地区（佐世保市立神町無番地）
- 佐世保造修補給所
- 佐世保磁気測定所

干尽地区（佐世保市干尽町9-1）
- 佐世保基地業務隊
- （掃海隊群）
  - 第2掃海隊
- 佐世保海上訓練指導隊
- 佐世保衛生隊
- 海上自衛隊佐世保史料館（佐世保市上町8-1）